# Mošnica
Mošnica en serbe latin et Moshnicë en albanais (en serbe cyrillique : Мошница) est une localité du Kosovo située dans la commune/municipalité de Leposavić/Leposaviq, district de Mitrovicë/Kosovska Mitrovica. Selon des estimations de 2009 comptabilisées pour le recensement kosovar de 2011, elle compte 79 habitants, dont une majorité de Serbes.

## Géographie
Mošnica/Moshnicë est située à 13 km au sud-est de Leposavić/Leposaviq, sur les bords de la rivière Mošnička reka. Le village fait partie de la communauté locale de Sočanica/Soçanicë.

## Démographie

### Évolution historique de la population dans la localité
| 1948 | 1953 | 1961 | 1971 | 1981 | 1991 | 2009 |
| ---- | ---- | ---- | ---- | ---- | ---- | ---- |
| 184  | 214  | 208  | 181  | 166  | 117  | 79   |

|  |